# Gai Octavi (tribú militar)
Gai Octavi (en llatí Caius Octavius) va ser un cavaller romà del segle iii aC. Era fill de Gai Octavi, també cavaller, i besavi de l'emperador August. Formava part de la gens Octàvia, una antiga família romana d'origen plebeu.
Durant la Segona Guerra Púnica va servir com a tribú militar. Va ser present a la batalla de Cannes l'any 216 aC i va ser un dels pocs que va sobreviure. Quan els cartaginesos assaltaven el campament, ell i un altre tribú, Publi Semproni Tudità juntament amb uns quants soldats, van obrir-se pas entre l'enemic i van aconseguir arribar a Canusium.
Després va servir a Sicília amb el pretor Luci Emili Pap l'any 205 aC. però no es fa menció del seu paper en altres campanyes de la guerra.
Quan Marc Antoni volia insultar a Octavi August l'anomenava Gai Octavi i deia que era un fabricant de cordes, però no se sap si Gai Octavi havia tingut res a veure amb els corders.